# Wega
Wega (Alfa Lyrae, α Lyr) – najjaśniejsza gwiazda w gwiazdozbiorze Lutni, piąta co do jasności gwiazda nocnego nieba. Obserwowana wielkość gwiazdowa: +0,03m. Odległa od Słońca o 25 lat świetlnych.

## Nazwa
Nazwa pochodzi od arabskiego wyrażenia ‏النسر الواقع‎ an-nasr al-wāqiʿ,  „pikujący orzeł”. Grecy nazywali ją stgr. Λύρα Lyra, lira, podobnie jak całą konstelację. Rzymscy pisarze także określali ją słowem Lyra, ale również Fidis. W 2016 roku nazwa została formalnie zatwierdzona przez Międzynarodową Unię Astronomiczną.

## Charakterystyka obserwacyjna

Położenie w gwiazdozbiorze

Wega należy do najjaśniejszych gwiazd ziemskiego nieba, jest widoczna gołym okiem z całej północnej półkuli Ziemi i z półkuli południowej do szerokości 51° S (ze wszystkich kontynentów oprócz Antarktydy i południa Patagonii). Jej obserwowana wielkość gwiazdowa jest bardzo bliska 0m, w związku z czym jest wykorzystywana przez amatorów astronomii (a dawniej również zawodowych astronomów) do kalibracji instrumentów fotometrycznych.

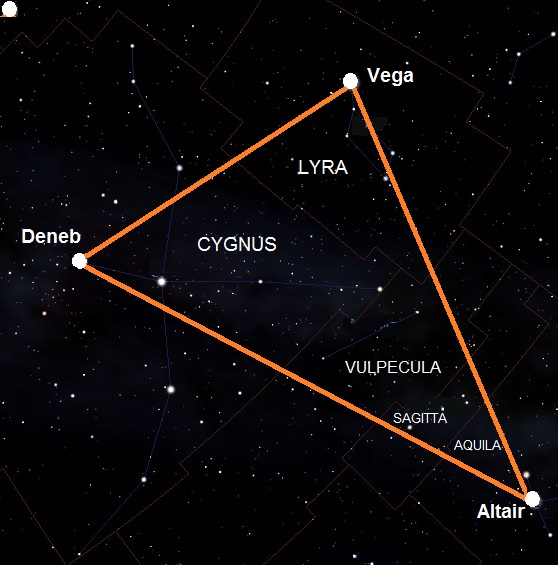
Trójkąt letni

Wega tworzy wraz z Denebem i Altairem charakterystyczny asteryzm, tak zwany trójkąt letni.
Wega była pierwszą po Słońcu sfotografowaną gwiazdą. Miało to miejsce 17 lipca 1850 roku. Jej dagerotyp otrzymano po stusekundowym naświetlaniu w obserwatorium Uniwersytetu Harvarda. Była też pierwszą po Słońcu gwiazdą, której widmo zostało zarejestrowane (1872).

### Wega jako gwiazda polarna

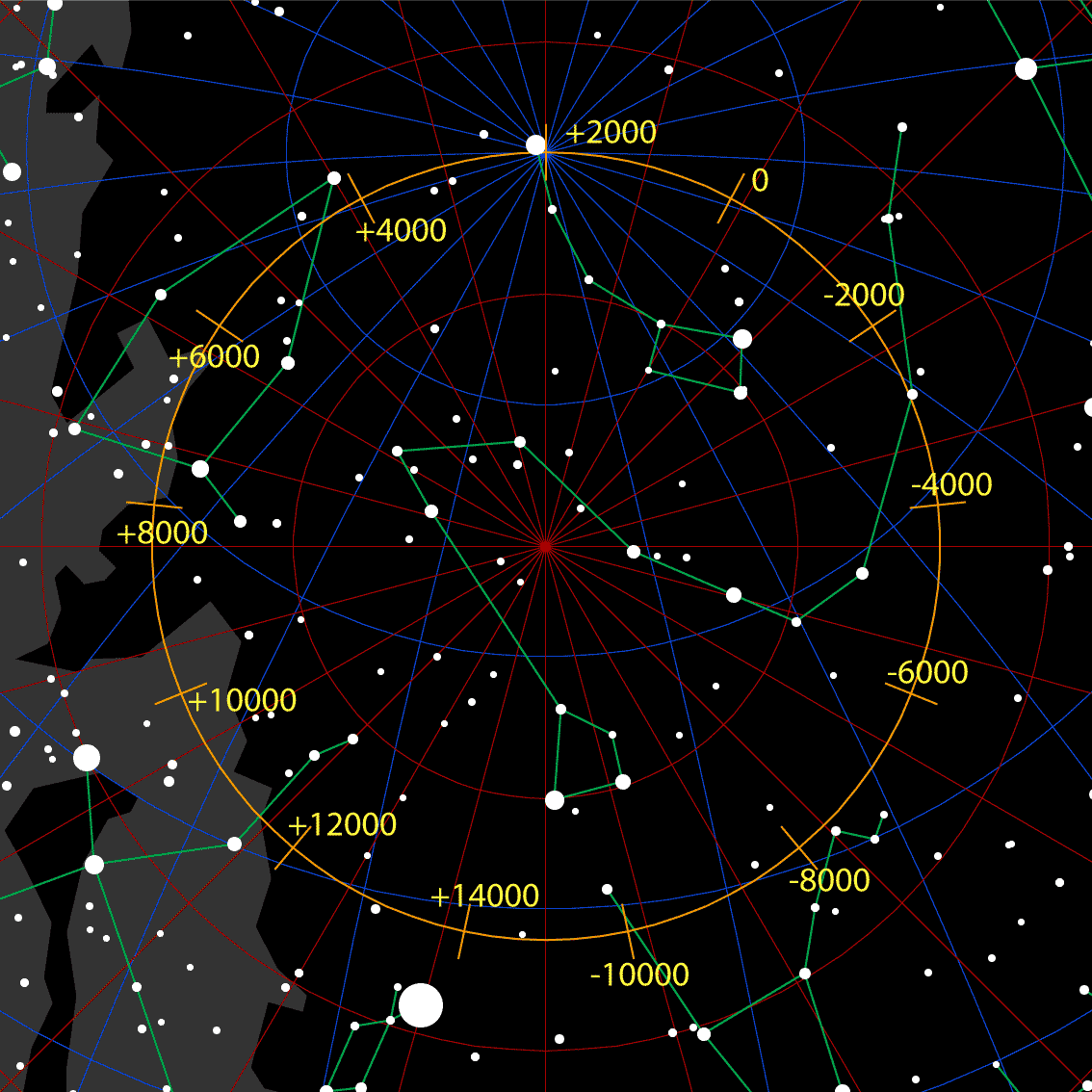
Tor ruchu precesyjnego osi ziemskiej na tle gwiazd

12 000 lat p.n.e. Wega znajdowała się bardzo blisko północnego bieguna nieba i pełniła rolę Gwiazdy Polarnej, tak jak obecnie Polaris. Odległość między Wegą i biegunem była jednak dziewięciokrotnie większa niż dzisiejsza odległość między biegunem i Polaris. Położenie bieguna niebieskiego zmienia się w skali tysiącleci na skutek precesji osi ziemskiej i około roku 14 000 n.e. Wega ponownie zostanie gwiazdą biegunową.

### Ruch własny
Wega obecnie zbliża się do Słońca w swoim ruchu wokół Centrum Galaktyki i według pomiarów sondy Hipparcos za 210 tysięcy lat stanie się jaśniejsza niż Syriusz, który wówczas będzie się już oddalał. Za 290 tysięcy lat będzie odległa o 17,1 roku świetlnego i osiągnie największą jasność (−0,81m), po czym również zacznie się oddalać. Za 480 tysięcy lat najjaśniejszą gwiazdą nieba kolejny raz stanie się Kanopus.

## Charakterystyka fizyczna

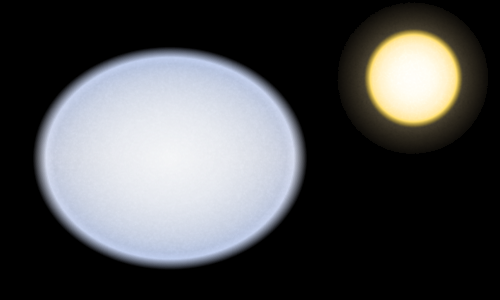
Porównanie rozmiarów Wegi i Słońca

Jest to biała gwiazda ciągu głównego należąca do typu widmowego A0. Jest około 37 razy jaśniejsza od Słońca, ma średnią temperaturę 9500 K. Wydaje się obracać powoli wokół osi, ale jest to złudzenie wywołane orientacją osi obrotu gwiazdy – Wega jest zwrócona biegunem ku Ziemi. W rzeczywistości rotuje bardzo szybko, wykonując pełny obrót w ciągu 17 godzin. Tak prędka rotacja powoduje duże spłaszczenie biegunowe: promień biegunowy gwiazdy jest równy 2,42 R☉, podczas gdy równikowy – 2,73 promienia Słońca. Efektem spłaszczenia jest także niejednorodność temperatury powierzchniowej: bliżej bieguna, gdzie otoczka gwiazdy jest cieńsza, temperatura sięga 10 070 K, na równiku ma wartość 8910 K. W efekcie także jasność tej gwiazdy wydaje się większa – oceny jasności nie uwzględniające spłaszczenia i orientacji wskazywały, że jest równa 58,10L☉. Ma ona masę około 2,15 M☉ i wiek około 471–700 milionów lat. Jest mniej więcej w połowie okresu syntezy wodoru w hel w jądrze; za około 650 milionów lat zakończy życie jako biały karzeł, przechodząc uprzednio w czerwonego olbrzyma lub cefeidę.

## Otoczenie i możliwy układ planetarny

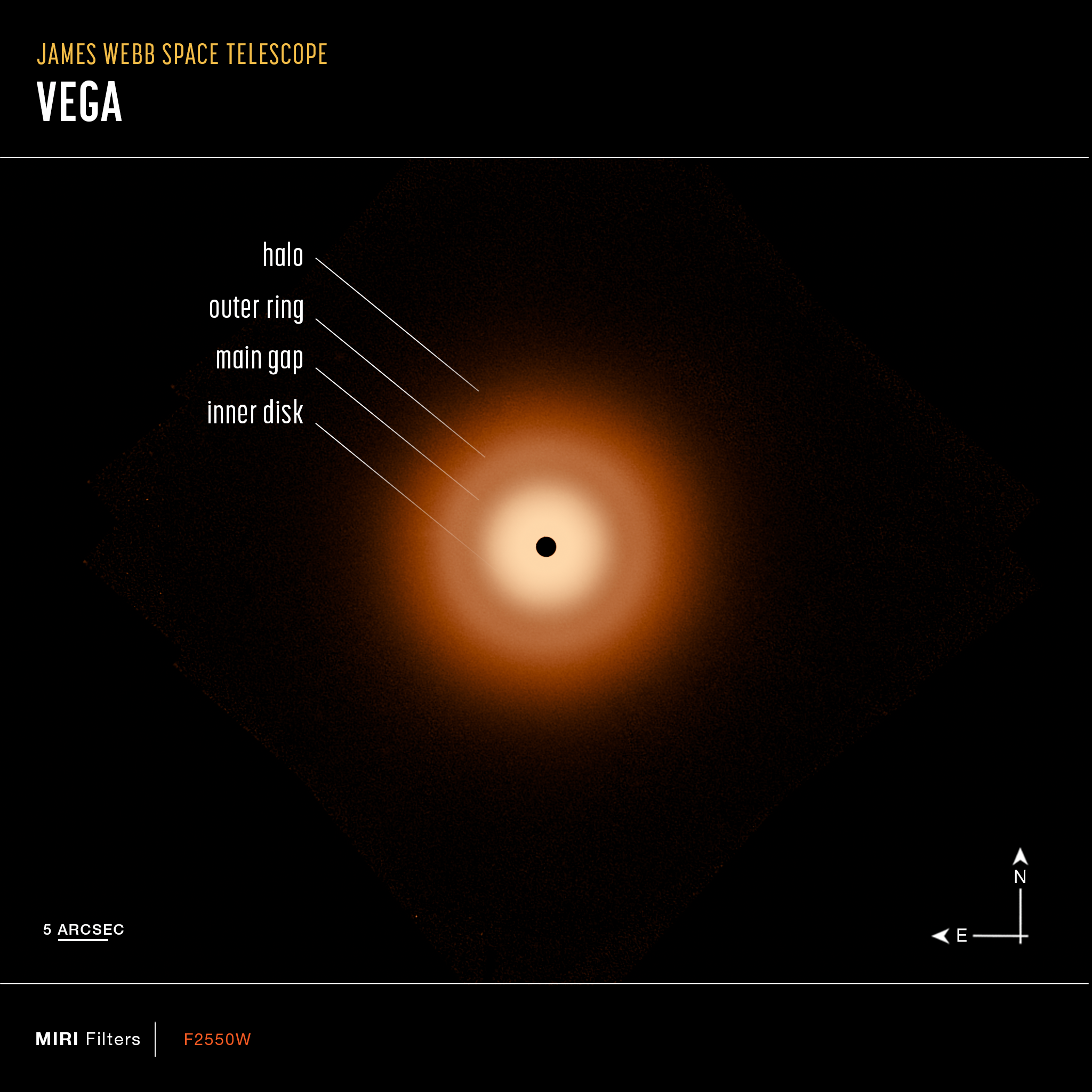
Dysk materii wokół Wegi (JWST)

Jest to jedna z pierwszych gwiazd, wokół których odkryto dysk pyłowy. Astronomowie dzięki satelicie IRAS od 1983 roku wiedzą, że gwiazdę otacza dysk zimnego (ok. −180 °C) pyłu. Złożona struktura dysku, z wyraźną wewnętrzną granicą, stanowi silną sugestię, że Wega ma układ planetarny. Obserwacje z użyciem koronografu w 2005 roku ograniczyły maksymalną masę ciał okrążających Wegę do 5–10 mas Jowisza. Kosmiczny Teleskop Spitzera nie zaobserwował obiektów o masie większej niż 1–4 masy Jowisza w odległościach 100–200 au.
Zmiany mierzonej prędkości radialnej gwiazdy są przede wszystkim rezultatem aktywności Wegi. Po usunięciu takich sygnałów naukowcy znaleźli także sygnał, który może pochodzić od masywnej planety krążącej po bardzo ciasnej orbicie. Sygnał ma okres ok. 2,43 doby i odpowiada obiektowi o masie minimalnej ok. 20 M🜨. Jeżeli obiekt jest planetą krążącą blisko płaszczyzny równika gwiazdy, to jest to gorący jowisz o rzeczywistej masie ok. 0,6 MJ, a jego temperatura efektywna to ok. 3250 K. Istnienie tej planety wymaga jeszcze potwierdzenia.

## Znaczenie kulturowe
Ze względu na jasność, Wega była ważną gwiazdą dla arabskich astronomów, Asyryjczyków w mitologii chińskiej i hinduskiej, oraz dla dawnych mieszkańców Polinezji. Dla Polinezyjczyków trójkąt letni, zawierający Wegę (haw. Keoe), był „trójkątem nawigatorów” pomocnym w podróżach po rozległym Pacyfiku. Zajście Wegi przed wschodem Słońca sygnalizowało początek jesieni dla starożytnych Rzymian.

## Wega w fikcji
W książce Kontakt Carla Sagana z układu planetarnego tej gwiazdy odebrano sygnał od pozaziemskiej cywilizacji. Na podstawie książki powstał film pod tym samym tytułem w reżyserii Roberta Zemeckisa.